# HYDE 20th Anniversary ROENTGEN Concert 2021
『HYDE 20th Anniversary ROENTGEN Concert 2021』（ハイド トゥエンティース アニバーサリー レントゲン にせんにじゅういち）は、日本のロックバンド・L'Arc〜en〜Ciel、VAMPSのボーカリストで、シンガーソングライターであるHYDEのライヴビデオ。2022年7月27日発売。発売元はVirgin Music。
この頁では、同日に発売されたライヴビデオボックス『HYDE 20th Anniversary ROENTGEN Concert 2021 Complete Box』についても併せて解説する。

## 解説
ライヴビデオ『HYDE LIVE 2020-2021 ANTI WIRE』以来約1年2ヶ月ぶり6作目となる映像作品のリリース。
本作品は、HYDEが2021年6月から同年9月かけて全国10都市で開催したオーケストラコンサートツアー「20th Orchestra Tour HYDE ROENTGEN 2021」のパシフィコ横浜公演の映像に加え、同年8月1日に京都・平安神宮で行ったアコースティックコンサート「20th Orchestra Concert 2021 HYDE HEIANJINGU」の模様を収録したライヴビデオである。なお、HYDEが2021年にソロ活動20周年を迎えていることから、いずれの公演にも"20th"というワードが付されている。ちなみに同年8月14日に行われたパシフィコ横浜公演の模様は、ライヴ配信アプリ、17LIVEにて生配信されている。
なお、本作に収録された公演が行われた約4ヶ月前の2021年2月に、HYDEは新型コロナウイルス蔓延により行動規制が敷かれる中、激しいライヴが思ったようにできない日本の状況を逆手に取り、アコースティックライヴツアー「HYDE LIVE 2020-2021 ANTI WIRE」を開催していた。このツアーの最終公演において、HYDEは「『ROENTGEN』の第二弾を作る」と突如発表し、活動方針を＜動＞から＜静＞へ一時的に転換することにしている。ちなみにHYDEは、ツアー終了後に受けたインタビューの中で、活動方針を見直した経緯について「（日本のコロナ対応の状況を踏まえて）だったら2年後にやりたいと思っていたことを今やろうと気持ちを切り替えた」と告白している。こうしてハードなギターリフを主としたロックサウンドの追究から一転し、2002年以来約19年ぶりに弦楽器や生楽器を中心とした音源作りに原点回帰することとなり、今回のオーケストラコンサートツアーが行われる運びとなった。
セットリストは、2002年に発表したソロ名義初のアルバム『ROENTGEN』に収録された楽曲を中心に構成されている。また、過去にロックサウンドを追求して制作した楽曲も、アコースティックアレンジを施したうえで披露されている。なお、編曲作業は2018年からHYDEのライヴツアーでサポートを務める堀向彦輝（a.k.a hico）の他、大西省吾、篠田大介、Tak Miyazawa、Ippei Inoueが担当している。ちなみに今回HYDEは、自身のソロ楽曲（フィーチャリングソング含む）の他に、L'Arc〜en〜Cielの楽曲や、VAMPSの楽曲、過去にカバーした楽曲、他アーティストに提供した楽曲も披露している。さらに、開催当日にリリースされた「NOSTALGIC」や「FINAL PIECE」が新曲としてライヴ初披露されている。また、前記2曲と同様に、＜『ROENTGEN』の第二弾＞に収録される予定の「SMILING」と「THE ABYSS」が音源発売に先駆けて披露されている。
本作のDisc2に収録された京都・平安神宮公演では、雅楽とコラボレーションした編曲作業が行われており、前述の全国10都市をまわったツアーとは異なるテイストでコンサートが開催されている。具体的には、各楽曲に篳篥や龍笛、笙、羯鼓、大太鼓、鉦鼓、楽筝、楽琵琶などの音色を取り入れたリアレンジが施されている。なお、平安神宮公演には、天理大学雅楽部の総監督である佐藤浩司と同部員の他、石笛奏者の横澤和也や能楽師の茂山逸平がゲストとして出演している。さらに、ステージは日本の重要文化財に指定されている大極殿をバックに設けられており、左右に聳える白虎楼と蒼龍楼も演出に合わせてライトアップされている。そしてこの公演では、プロジェクションマッピングも一つの見どころとなっており、「SMILING」を披露した際は屋根に雪が舞っては次第に積もっていく様を、「THE ABYSS」を披露した際は満月に暗い影が差していく様を、大極殿に映し出している。また、HYDEは陰陽師を彷彿とさせる衣装を着用してパフォーマンスを行っている。HYDEは公演後に受けたインタビューの中で、平安神宮でのコンサートを振り返り「和洋折衷で古の楽器とプロジェクションマッピングという現在のものを使って、時空をあの場所で再現できたことは本当に美しいなと思います。僕自身、小学生の時に平安神宮に修学旅行で行ったことがあるんですよ。そういうのもあって、あらゆる時空が表現できたなと思います」と述懐している。ちなみに平安神宮公演の模様は、動画配信サービス、GLOBE CODINGにて生配信された他、日本全国41ヶ所の映画館でライヴビューイングされている。
フィジカルはBlu-ray Disc及びDVDの2形態で発売され、Blu-ray版は完全数量限定・豪華BOX盤（2BD＋2CD）と通常盤（2BD）の2形態、DVD版は通常盤（2DVD）の1形態でリリースされた。完全数量限定・豪華BOX盤は『HYDE 20th Anniversary ROENTGEN Concert 2021 Complete Box』というタイトルでリリースされており、2つの公演を収めたBlu-rayに加え、2021年11月に和歌山ビッグホエールで開催されたアコースティックコンサート「20th Orchestra Concert HYDE 黑ミサ 2021 Wakayama」のライヴ音源を収録した2枚組CDとオリジナルフォトフレームが棺桶型BOXに梱包されている。ライヴ音源を収めたCDには、HYDEと同じく和歌山出身のシンガーである玉置成実がゲスト参加し披露された「GLAMOROUS SKY」と「HONEY」の音源も収録されている。なお、完全数量限定・豪華BOX盤に限り、Disc2にオーケストラコンサートツアーに密着したドキュメンタリー映像が収録されている。
また、発表から約2年5ヶ月後の2024年12月23日には、Amazon Prime Videoにて『HYDE 20th Anniversary ROENTGEN Concert 2021』の配信が開始されている。

## 収録曲

### Disc1
- 20th Orchestra Tour HYDE ROENTGEN 2021（2021年8月15日, パシフィコ横浜）

1. UNEXPECTED
2. WHITE SONG
3. EVERGREEN
4. OASIS
5. A DROP OF COLOUR
6. SMILING
7. THE ABYSS
8. DEPARTURES
9. Red Swan
10. SHALLOW SLEEP
11. NEW DAYS DAWN
12. ANOTHER MOMENT
13. HONEY
14. flower
15. ANGEL'S TALE
16. THE CAPE OF STORMS
17. FINAL PIECE
18. BREAKING DAWN
19. NOSTALGIC
20. SECRET LETTERS

### Disc2
- 20th Orchestra Concert 2021 HYDE HEIANJINGU（2021年8月1日, 平安神宮特設ステージ）
- 20th Orchestra Concert 2021 Orchestra Concert Documentary (※) 『Complete Box』のみ収録

1. UNEXPECTED
2. WHITE SONG
3. A DROP OF COLOUR
4. EVERGREEN
5. FINAL PIECE
6. SMILING
7. flower
8. THE ABYSS
9. NEW DAYS DAWN
10. ZIPANG
11. ANOTHER MOMENT
12. NOSTALGIC
13. Red Swan
14. SECRET LETTERS
15. MY FIRST LAST
16. Orchestra Concert Documentary (※) 『Complete Box』のみ収録

## HYDE 20th Anniversary ROENTGEN Concert 2021 Complete Box付属CD
- 20th Orchestra Concert HYDE 黑ミサ 2021 Wakayama（2021年11月24日, 和歌山ビッグホエール）

| #  | タイトル           | 作詞                   | 作曲                   | 編曲         |
| -- | ------------------ | ---------------------- | ---------------------- | ------------ |
| 1. | 「WHITE SONG」     | HYDE                   | HYDE                   | Ippei Inoue  |
| 2. | 「EVERGREEN」      | HYDE                   | HYDE                   | hico         |
| 3. | 「SMILING」        | Ali, HYDE              | Ali, HYDE              | 大西省吾     |
| 4. | 「THE ABYSS」      | hico, Ali, HYDE        | hico, Ali, HYDE        | hico         |
| 5. | 「FINAL PIECE」    | HYDE, Ali              | hico, HYDE             | hico         |
| 6. | 「DEPARTURES」     | 小室哲哉               | 小室哲哉               | Ippei Inoue  |
| 7. | 「ANOTHER MOMENT」 | WZRD BLD, HYDE         | WZRD BLD, HYDE         | hico         |
| 8. | 「ZIPANG」         | HYDE, Nicholas Furlong | HYDE, Nicholas Furlong | 篠田大介     |
| 9. | 「Red Swan」       | YOSHIKI                | YOSHIKI                | Tak Miyazawa |

| #   | タイトル                          | 作詞                                | 作曲                                | 編曲         |
| --- | --------------------------------- | ----------------------------------- | ----------------------------------- | ------------ |
| 1.  | 「DEFEAT」                        | HYDE, SHOW-HATE from SiM, Ali, hico | HYDE, SHOW-HATE from SiM, Ali, hico | hico         |
| 2.  | 「AFTER LIGHT」                   | PABLO, WZRD BLD, HYDE               | PABLO, WZRD BLD, HYDE               | 篠田大介     |
| 3.  | 「MAD QUALIA」                    | HYDE, sho from MY FIRST STORY, Ali  | HYDE, Sho from MY FIRST STORY, Ali  | 篠田大介     |
| 4.  | 「DEVIL SIDE」                    | HYDE                                | HYDE                                | hico         |
| 5.  | 「flower」                        | hyde                                | hyde                                | hico         |
| 6.  | 「forbidden lover」               | hyde                                | ken                                 | Ippei Inoue  |
| 7.  | 「GLAMOROUS SKY (with 玉置成実)」 | AI YAZAWA                           | HYDE                                | hico         |
| 8.  | 「HONEY (with 玉置成実)」         | hyde                                | hyde                                | hico         |
| 9.  | 「BELIEVING IN MYSELF」           | HYDE, Sho from MY FIRST STORY, Ali  | HYDE, Sho from MY FIRST STORY, Ali  | Tak Miyazawa |
| 10. | 「MEMORIES」                      | HYDE                                | K.A.Z                               | hico         |
| 11. | 「NOSTALGIC」                     | HYDE, Ali                           | HYDE, hico                          | hico         |

## 演奏メンバー
フィジカルに付属するブックレットより転載。日本語表記が確認出来ない部分に関しては原文ママとする。
| 20th Orchestra Tour HYDE ROENTGEN 2021 - HYDE：Vocal - hico：Piano, Keyboards & Chorus - 砂山淳一：Bass & Steel Guitar - 伊平友樹：Guitar - 城戸紘志：Drums - 野崎めぐみ：Percussion - 納富彩歌、石橋尚子：1st Violin - 亀田夏絵、松井利世子：2nd Violin - 山田那央、菊池幹代：Viola - 今井香織、友納真緒：Violoncello - 赤木香菜子：Flute - 大橋裕子：Clarinet - 川上鉄平、山崎千裕：Trumpet - 阿部華苗：Horn - 榎本裕介：Trombone - 村瀬和広：Saxophone - 稲泉りん、吉岡悠歩：Chorus - hico：Arrangers（#3,5,7,10,12,13,14,16,17,19,20） - Ippei Inoue：Arrangers（#1,2,8,11,15） - 篠田大介：Arrangers（#4） - Tak Miyazawa：Arrangers（#9,18） - 大西省吾：Arrangers（#6） | 20th Orchestra Concert 2021 HYDE HEIANJINGU - HYDE：Vocal - hico：Piano & Chorus - 砂山淳一：Bass - 伊平友樹：Guitar - 城戸紘志：Drums - 野崎めぐみ：Percussion - 納富彩歌、中島知恵：1st Violin - 亀田夏絵、松井利世子：2nd Violin - 今井香織、友納真緒：Cello - 赤木香菜子：Flute - 西﨑智子：Clarinet - 川上鉄平、松井秀太郎：Trumpet - 齋藤麻衣：Horn - 川原聖仁：Trombone - 村瀬和広：Saxophone - 稲泉りん、吉岡悠歩：Chorus - 天理大学雅楽部：Gagaku - 横澤和也：Iwabue - 茂山逸平：Kyogen Performer - 宇佐美秀文：Manipulator - hico：Arrangers（#3,4,5,7,8,11,12,14） - Ippei Inoue：Arrangers（#1,2,9） - 篠田大介：Arrangers（#10,15） - Tak Miyazawa：Arrangers（#13） - 大西省吾：Arrangers（#6） |